# Stina Östberg
Stina Östberg, född 1977, är en svensk konstnär utbildad på Konsthögskolan Valand i Göteborg och Konsthögskolan om i Umeå. Förutom konstutbildning har hon studerat teologi vid Göteborgs universitet. Hon bor och arbetar i Göteborg. Östbergs arbeten gestaltas ofta i form av video, textil eller fotografi. Mer sentida arbeten är framför allt utförda i måleri. Mellan 2006 och 2009 var hon med och byggde upp konstgruppen Bezdomny. Hon har även initierat och varit konstnärlig ledare för kulturplattformen SVILOVA. Stina Östberg har ställt ut på ett flertal gallerier, konsthallar och mässor såsom Malmö konsthall, Göteborgs konsthall, Bonniers konsthall, Market Gallery, Art Rotterdam m.fl.